# Universitatea din Stellenbosch
Universitatea Stellenbosch (în afrikaans Universiteit Stellenbosch) este o universitate de stat de cercetare avansată și educație situată în Stellenbosch, un oraș din provincia Western Cape din Africa de Sud. Stellenbosch este a doua cea mai veche universitate din Africa de Sud și, alături de Universitatea Cape Town, a primit de la Parlamentul Africii de Sud un statut universitar complet în aceeași zi în 1918. Universitatea Stellenbosch (prescurtată ca US) a proiectat și fabricat primul microsatelit din Africa, SUNSAT, lansat în 1999.
Universitatea Stellenbosch a fost prima universitate africană care a semnat Declarația de la Berlin privind Accesul Deschis la Cunoștințe în domeniul Științei și Științelor Umanitare.
Studenții Universității Stellenbosch sunt porecliți „Maties”. Termenul provine probabil din cuvântul afrikaans "tamatie" (care înseamnă tomate și se referă la culoarea maronie a blazerului și uniformele de sport). O teorie alternativă este aceea că termenul provine de la cuvântul maat, un cuvânt colocvial în limba afrikaans care înseamnă „amic”, folosit inițial în mod diminutiv („maatjie”) de către studenții precursorului Universității din Cape Town, Colegiul Sud-african . 

## Istorie

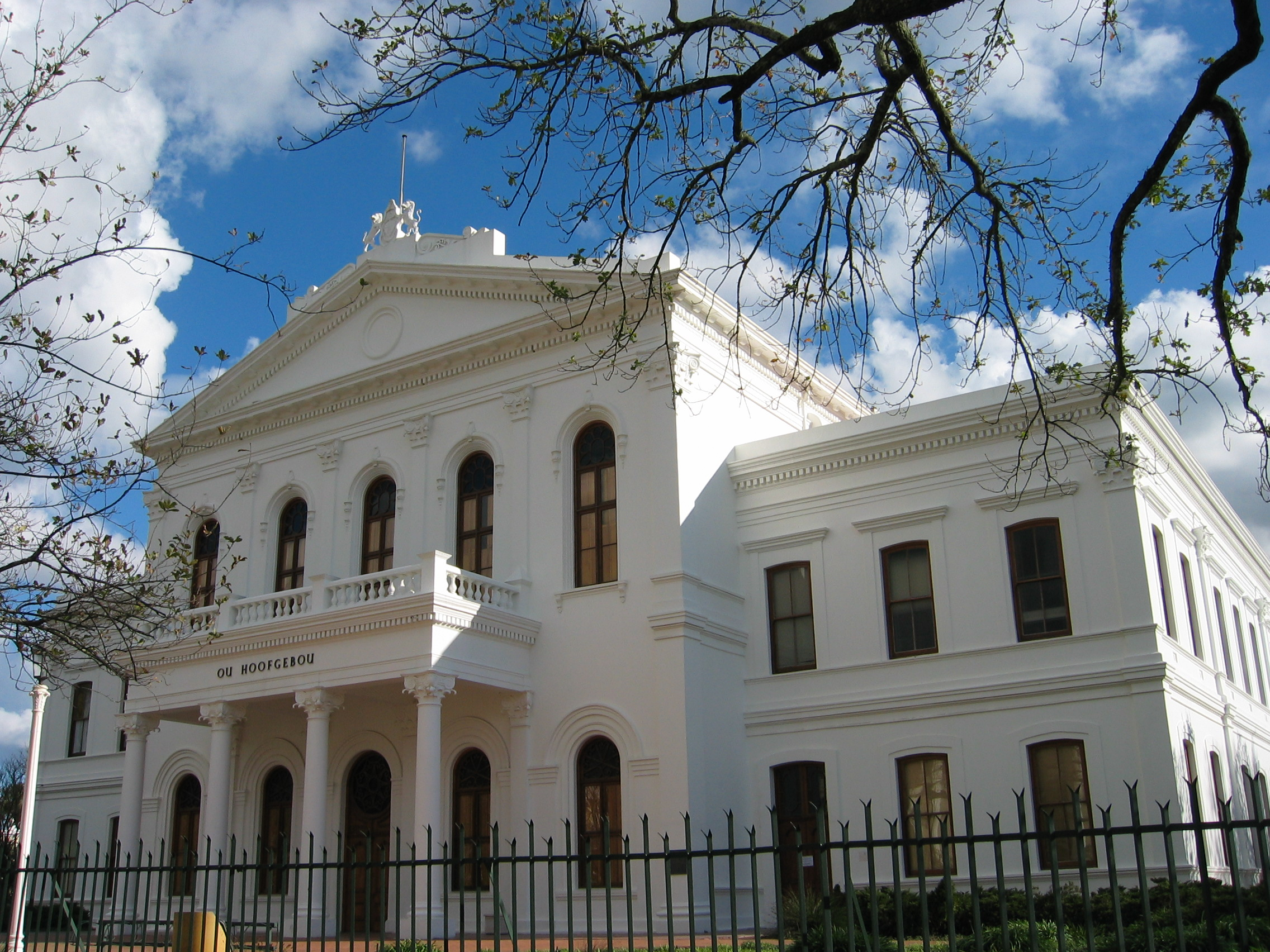
Ou Hoofgebou (fosta clădire a rectoratului, acum Facultatea de Drept) din campusul Universității Stellenbosch

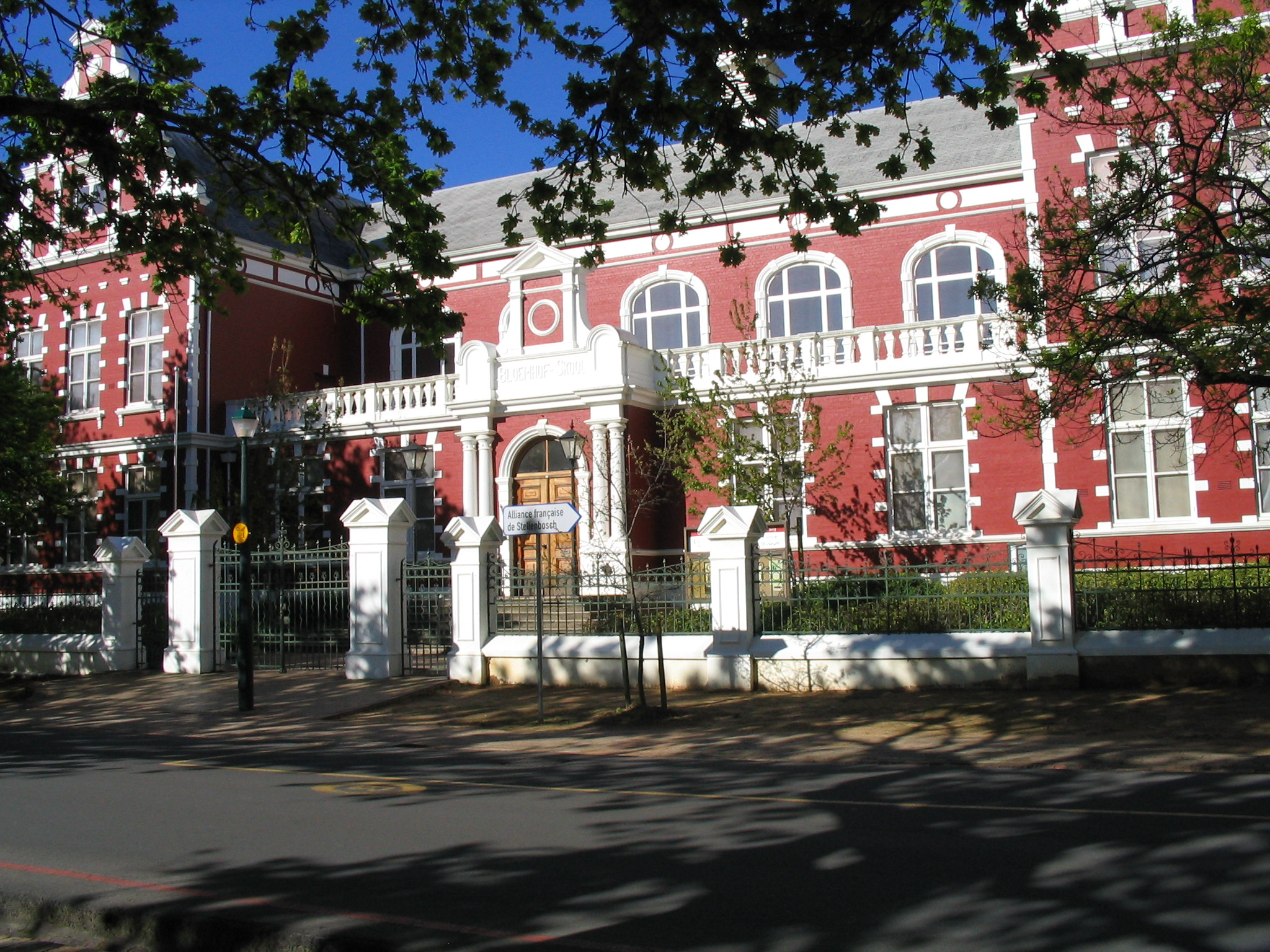
Muzeul Universității Stellenbosch

Originea universității poate fi urmărită la Gimnaziul Stellenbosch, care a fost fondat în 1864 și deschis la 1 martie 1866. Primii cinci studenți au absolvit în 1870, dar inițial nu au existat capacități de învățământ terțiar. Cu toate acestea, în anii 1870, primul guvern ales local al Coloniei Capului a intrat la putere și a acordat prioritate educației. În 1873, patru din cei cinci absolvenți din 1870 au devenit primii absolvenți ai instituției prin obținerea „Certificatului de clasa a doua” prin învățământ la distanță, iar numărul de studenți ai gimnaziului a ajuns la peste o sută. 
În 1874, o serie de acte guvernamentale au fost implementate pentru susținerea colegiilor și universităților cu subvenții generoase și angajați. O intervenție personală a primului ministru în același an a asigurat ca Stellenbosch să fie calificat, după ce inițial a fost alocat pentru a fi doar o școală liceală. Mai târziu, în 1874, instituția și-a angajat primul profesor terțiar, iar în următorii ani, capacitatea și personalul lor au crescut rapid. Primul său senat academic a fost constituit la începutul anului 1876, când au fost dobândite și mai multe spații noi. Prima diplomă de masterat (în Stellenbosch și în Africa de Sud) a fost finalizat în 1878, și, în același an, au fost înscriși primii patru studenți ai gimnaziului. Instituția a devenit Colegiul Stellenbosch în 1881 și a fost amplasată la locația actualului departament de arte. În 1887, acest colegiu a fost redenumit Colegiul Victoria ; când a dobândit statutul de universitate la 2 aprilie 1918, a fost redenumită din nou la Universitatea Stellenbosch. Inițial, o singură universitate a fost planificată pentru regiunea Cape, dar după ce guvernul a fost vizitat de o delegație a Colegiului Victoria, s-a decis să permită colegiului să fie o universitate dacă ar putea strânge 100.000 de lire sterline.:290–1 Jannie Marais, un fermier bogat din Stellenbosch, a lăsat moștenire banii necesari înainte de moartea sa în 1915.:291 Darul său a avut anumite condiții care includeau că limba olandeză/afrikaans să are un statut egal cu limba engleza și ca profesorii să predea cel puțin jumătate din lecțiile lor în limba olandeză/afrikaans. Până în 1930, scolarizarea se făcea foarte puțin sau deloc în limba engleză.:291
În decembrie 2014, medicii de specialitate ai universității au efectuat primul transplant de succes al penisului la un bărbat de 21 de ani.

## Numele universității
Deși universitatea a fost numită inițial Universitatea din Stellenbosch în limbiile native (limba afrikaans: Universiteit van Stellenbosch), în prezent se folosește două forme: versiunea în limba engleză Stellenbosch University (SU prescurtată) și versiunea în limba afrikaans Universiteit Stellenbosch (prescurtată în US) - echivalentul în limba română ar fi ''Universitatea Stellenbosch''. Dar, în toate documentele sale oficiale, cum ar fi diplomele de licență, precum și stema Universității, se folosesc atât „University of Stellenbosch” în limba engleză, cât și „Universiteit van Stellenbosch” în limba afrikaans. 

## Clasamente
Format:Infobox world university ranking
Universitatea este una din doar trei universități de stat din provincia Western Cape și una din aproximativ 20 de universități de stat din țară. 
În cea mai recentă ediție a clasamentului universitar Times Higher Education World University Rankings , Universitatea Stellenbosch s-a clasat în categoria 251-275 din lume și pe locul 3 din Africa. Un alt clasament universitar renumit, QS World University Rankings a clasat universitatea în 2014 pe locul 390 din lume și, de asemenea, al treilea din Africa.
Universitatea Leiden a clasat Universitatea Stellenbosch pe locul 395 dintre primele 500 de universități din întreaga lume pe lista sa CWTS Leiden din 2013. Această listă a clasat universitatea, de asemenea, pe locul doi atât în Africa de Sud cât și în Africa, doar în spatele Universității Cape Town. 
Universitatea Stellenbosch se situează constant în top 200 la nivel mondial în drept, politică și geografie . 
Universitatea Stellenbosch este clasată în top 100 la nivel mondial în studii de dezvoltare, teologie, agricultură și silvicultură.
În 2012, Webometrics a clasat amprenta web a Universității din Stellenbosch pe locul 2 din Africa, din nou în spatele Universității Cape Town.
Programul MBA de la Universitatea din Stellenbosch Business School a fost clasat pe locul 65 din cele 100 de programe MBA ale școlilor de afaceri de top din lume, la ediția 2011-12 a Institutului Aspen din sondajul Beyond Grest Pinstripes. USB este, de asemenea, singura școală de afaceri din Africa de Sud, precum și în restul continentului, care este inclusă în lista Top 100.
Universitatea din Stellenbosch Business School are tripla acreditare ( acreditare AMBA, EQUIS și AACSB ) și se află pe locul doi în Africa de către Eduniversal . Universitatea din Stellenbosch Business School este clasată în top 100 la nivel mondial în educația executivă de către publicația Financial Times.

## Locație

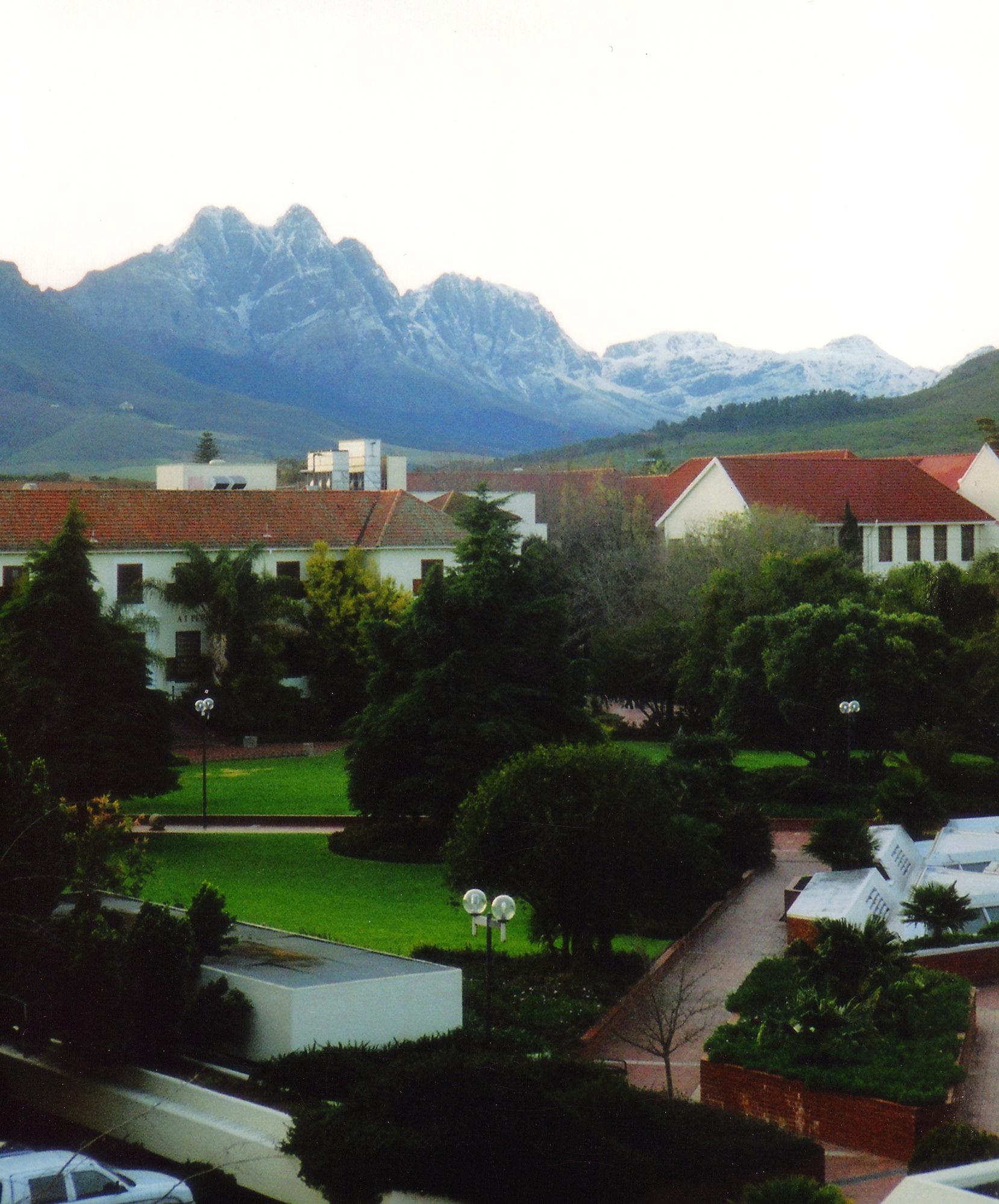
Priveliște „Piața Roșie” a Universității Stellenbosch cu vârful, „The Twins” dincolo

Stellenbosch este situat la aproximativ 50 de kilometri de Cape Town și este situat pe malurile Eersterivier ("primul râu") în renumita regiune viticultură și este înconjurat de munți pitorești. Predarea la Universitatea Stellenbosch este împărțită între campusul principal din Stellenbosch, campusul Tygerberg (unde se află Facultatea de Medicină și Științele Sănătății), campusul Bellville Park (unde este situată Universitatea din Stellenbosch Business School ), și Campusul Saldanha (găzduind Facultatea de Științe Militare la Academia Militară a Forțelor Armate al Africii de Sud). 

## Limba
Universitatea Stellenbosch a fost o universitate care preda predominant în limba afrikaans. Cu toate acestea, pe măsură ce corpul studenților a devenit mai diversificat, presiunea a fost mare pentru introducerea a mai multe clase de engleză. 
Astăzi, politica lingvistică a universității promovează multilingvismul ca mijloc de creștere a accesului echitabil pentru toți studenții și angajații. Limbiile afrikaans, engleza și xhosa sunt utilizate în contexte academice, administrative, profesionale și sociale, iar lecțiile sunt oferite în limba afrikaans și limba engleză. 
Studenților li se permite să își scrie temele, testele și examenele în engleză sau afrikaans. Limba de predare diferă, de asemenea, în funcție de facultate. Facultatea de Arte, de exemplu, are 40% vorbitori engleză, astfel încât lecțiile sunt predate bilingv, iar limba majorității fișelor sau a materialelor este determinată de student.
La nivel postuniversitar limba de predare este determinată de compoziția clasei. Majoritatea cursurilor postuniversitare avansate se desfășoară în limba engleză. Conform profilului lingvistic din 2016 al universității, 40,7% dintre studenți au declarat limba afrikaans ca limbă de origine, 46,1% au declarat limba engleză, 0,9% au declarat limba engleză și limba afrikaans, iar 3,1% dintre studenți au declarat limba xhosa ca limbă de origine.
Politica lingvistică este încă o problemă în curs de desfășurare a Universității, deoarece este una dintre puținele instituții superioare rămase în Africa de Sud care oferă încă studii în limba afrikaans. Este situată în provincia Western Cape, unde 67% din populație au limba afrikaans ca limbă de origine, și singura dintre cele patru universități din provincie care oferă cursuri de licență în limba afrikaans. Datorită acestui fapt, universitatea se bucură de înaltă recunoaștere în comunitatea afrikaner. 
Universitatea găzduiește anual festivalul SU Woordfees, un festival predominant în limba afrikaans al cuvântului scris și vorbit.

## Profilul studenților
Profilul etnic al studenților la Universitatea din Stellenbosch este următorul:
| Înscriere etnică, 2016 | Procent | Numărul total |
| ---------------------- | ------- | ------------- |
| Albi                   | 61,3%   | 18.907        |
| Colorați               | 17,6%   | 5.443         |
| Africani negri         | 18,2%   | 5.629         |
| Indieni                | 2,8%    | 875           |
| Total                  | 100%    | 30.854        |

## Facultăți și școli

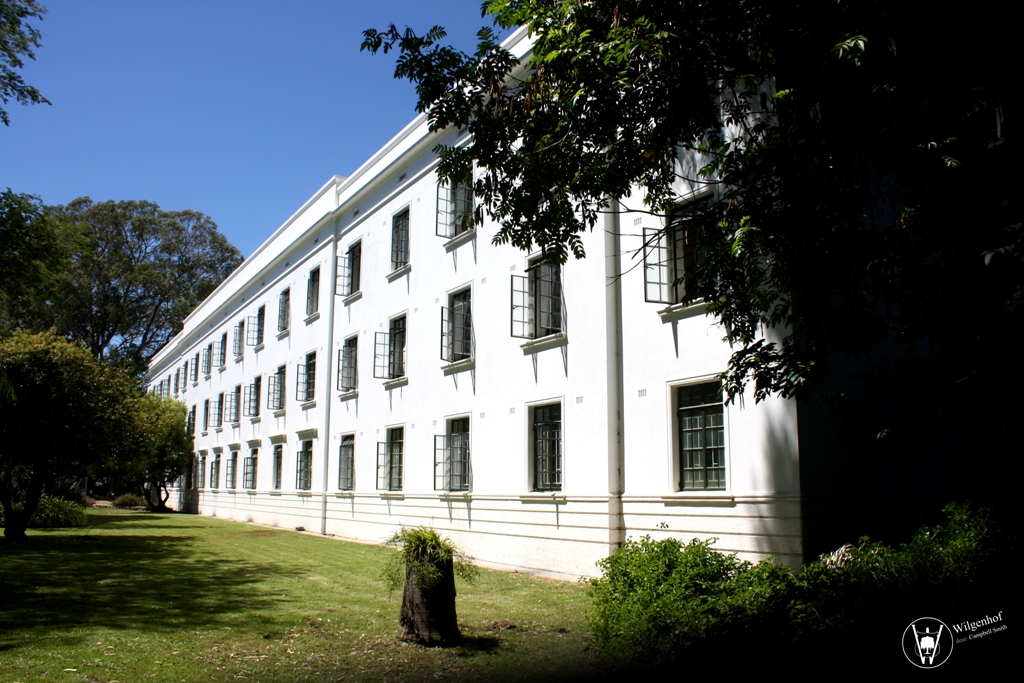
Căminul Wilgenhof

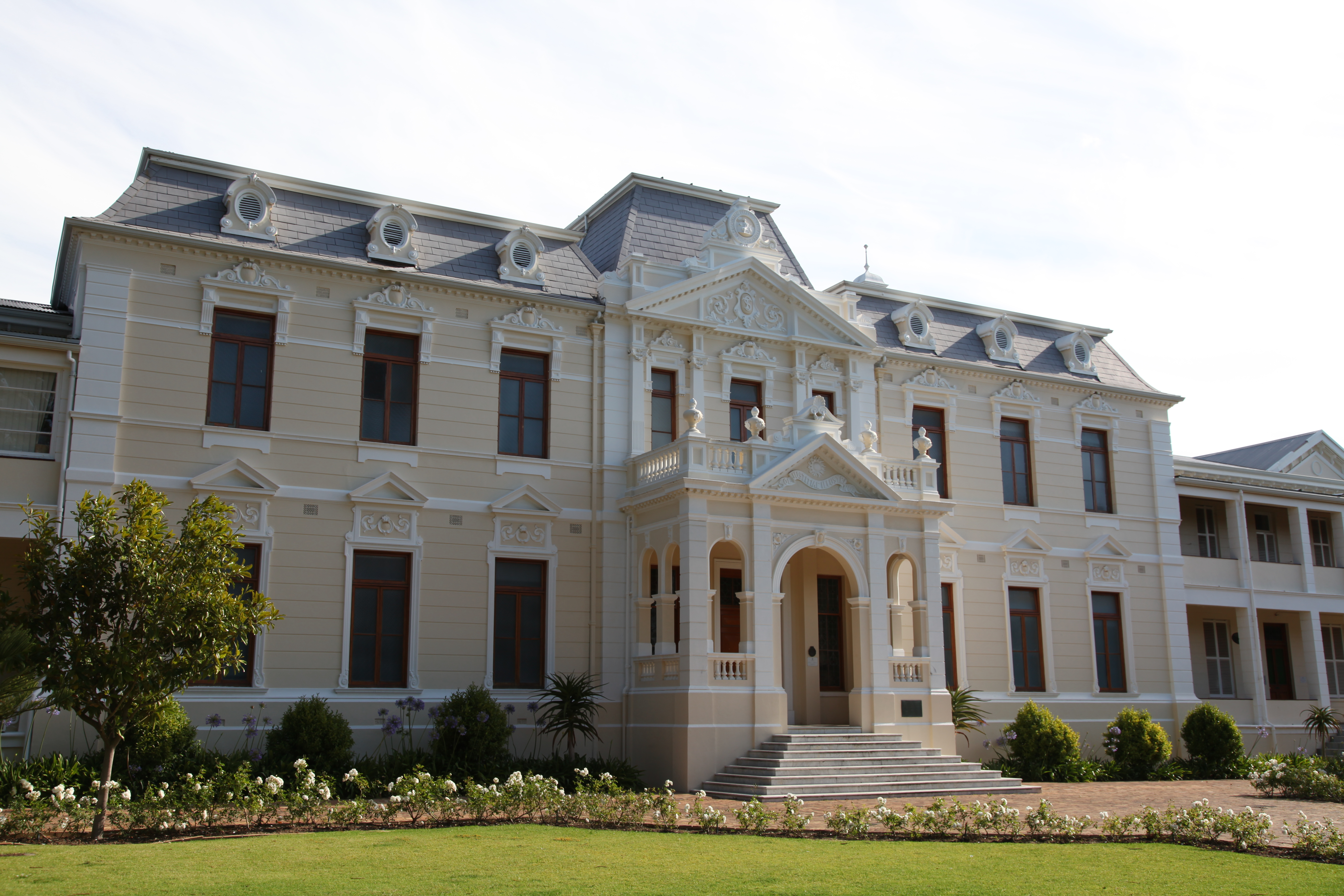
Seminarul teologic

Universitatea Stellenbosch este compusă din aproximativ 150 de departamente repartizate între 10 facultăți. De asemenea, are peste 40 de instituții de cercetare (și alte). 
Facultățile situate în campusul principal sunt:
- Facultatea de Arte și Științe sociale
- Facultatea de Științe
- Facultatea de Educație
- Facultatea de Științe agronomice
- Facultatea de Drept
- Facultatea de Teologie
- Facultatea de Științe economice și de management
- Facultatea de Inginerie

Următoarele facultăți și școli nu sunt pe campusul principal:
- Facultatea de Științe militare - situată în golful Saldanha Bay
- Facultatea de Medicină și Științe ale sănătății - situat în Tygerberg
- Universitatea din Stellenbosch Business School - situată în Bellville

## Facilități și servicii

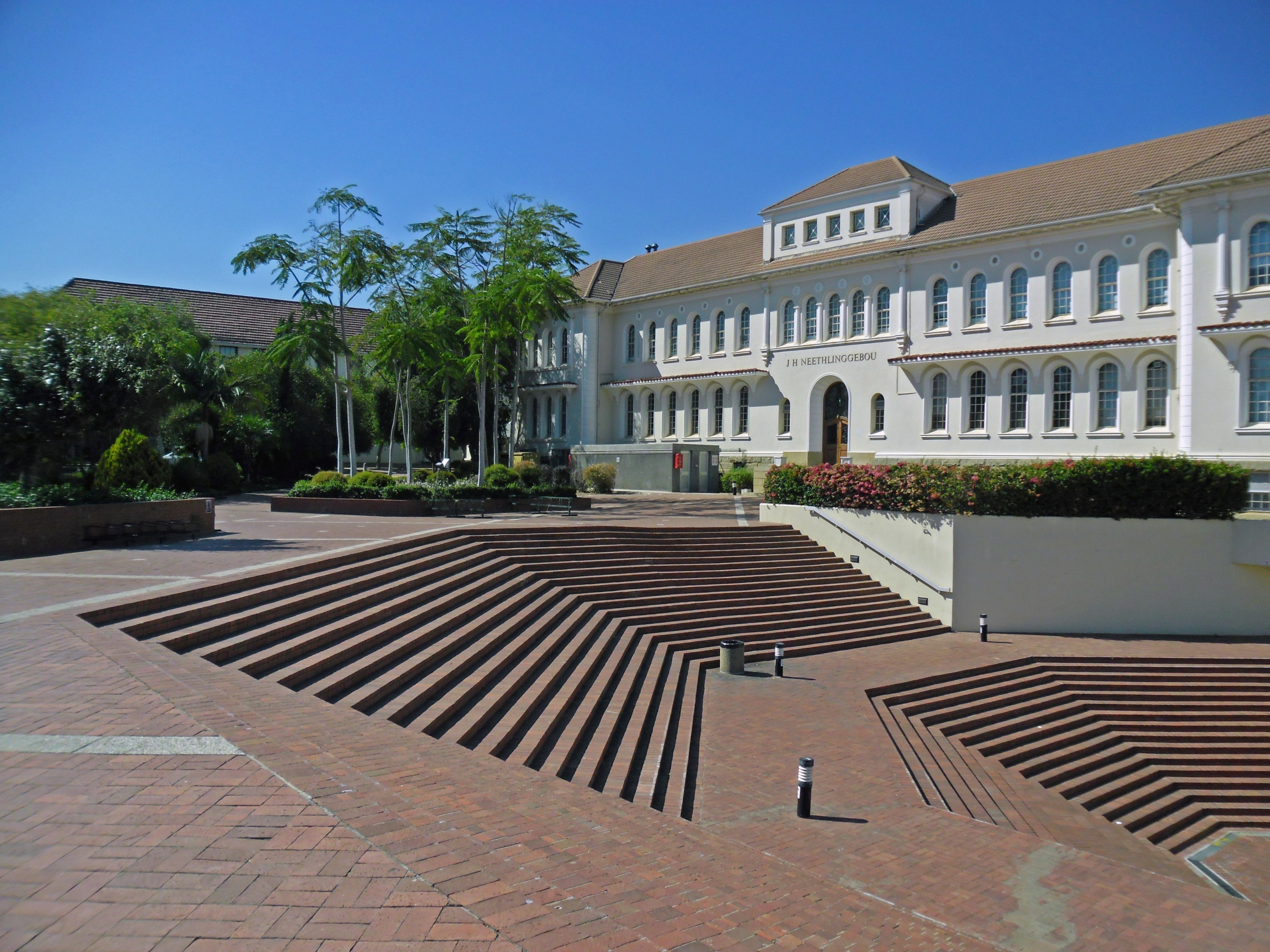
Rooiplein, punctul central al campusului

Biblioteca universitară din Stellenbosch are colecții de cărți în mai multe părți ale campusului în afara cladirii principale și toate sunt catalogate pe o bază de date digitală, folosind serverul original al universității, UNIVAC. Există alte câteva biblioteci universitare filiale care deservesc diferitele facultăți, inclusiv Biblioteca de Teologie, Biblioteca de Drept și Biblioteca Medicală Tygerberg. 
Universitatea Stellenbosch are și un conservator, cu două săli de concerte. Conservatorul este reședința corului internațional de renume Stellenbosch University Choir, care este cel mai vechi cor sud-african și care au primit numeroase premii în străinătate.
Universitatea are, de asemenea, un teatru cu 430 de locuri, cunoscut sub numele de Teatrul HB Thom și un amfiteatru în aer liber. Folosind acestor facilități este Departamentul de teatru al Universității, sub îndrumarea Facultății de Arte și Științe Sociale. Departamentul pune regulat piese de teatru, drame, producții, cabarete și musicaluri. 

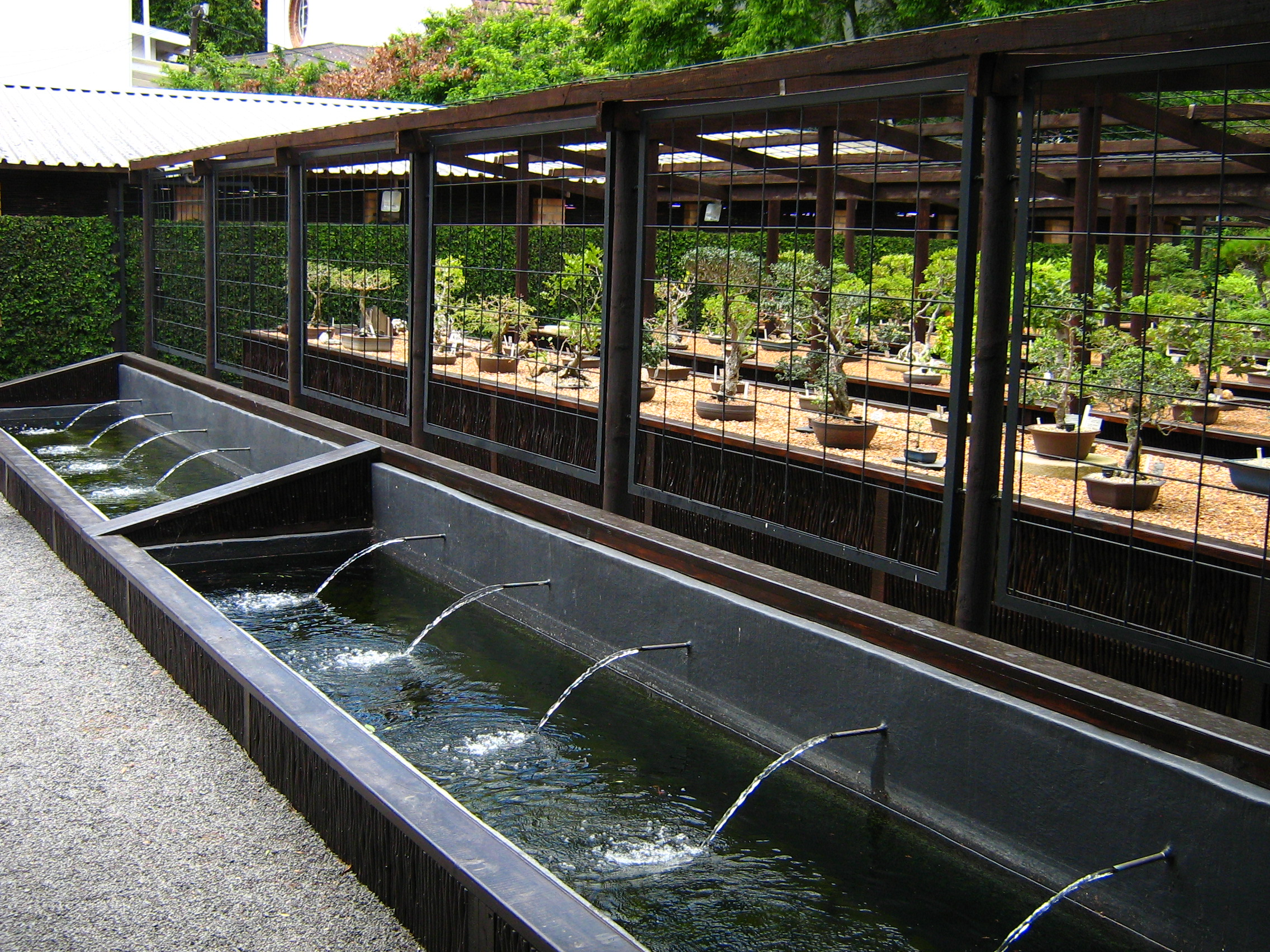
Grădina Botanică - Colecția Bonsai

Grădina Botanică a Universității Stellenbosch este cea mai veche grădină botanică universitară din Africa de Sud. 
Centrul Studențesc Langenhoven (cunoscut sub numele de Neelsie) găzduiește Consiliul Reprezentativ al Studenților, un tribunal pentru alimente, un cinematograf, un birou poștal, un centru comercial, un birou de consiliere și toate birourile societăților studențești. Trupe de studenți și diverse promoții de divertisment și activități apar de obicei în curtea cantinei principale în timpul orei de prânz. 
Universitatea are propria stație de radio cunoscută sub numele de MFM (Matie FM), situată în Neelsie. Acesta transmite un mix de muzică, știri, divertisment și știri universitare pe întreaga zonă Stellenbosch, pe frecvența 92.6 FM. 
De asemenea, universitatea distribuie publicații universitare, Die Matie (care apare la fiecare două săptămâni) pentru studenții săi și Kampusnuus (care apare lunar) pentru angajații săi. Un anuar oficial, Studentul Stellenbosch, este publicat anual și prezentat tuturor studenților absolvenți. Matieland este numele revistei oficiale a studenților. Este publicat de două ori pe an și distribuit către aproximativ 100.000 de studenți și susținători ai Universității. 

## Sport
Facilitățile sportive pentru cele peste 30 de sporturi competitive și de agrement care sunt susținute de universitate includ Stadionul Danie Craven, două piscine olimpice mari (una sub acoperiș), Centrul Coetzenburg, un centru polivalent pentru ceremonii și sporturi interioare, terenuri de joacă, incluzând două terenuri de hochei artificiale, un gimnaziu și un nou complex de fotbal. Universitatea oferă studenților săi mai multe sporturi. Unele dintre ele sunt atletism, bouldering, badminton, baschet, canotaj, cricket, cross-country, ciclism, scrimă, golf, gimnastică, hochei de câmp, judo, kendo, netball, rugby, fotbal, squash, surfing, natație, Taekwondo, tenis, hochei subacvatic, volei, polo de apă , iahting . 
Stellenbosch a servit ca loc de testare în 2006 pentru un set de modificări propuse la regulile de rugby, denumite în mod obișnuit Regulile Stellenbosch . 

## Cămine studențești

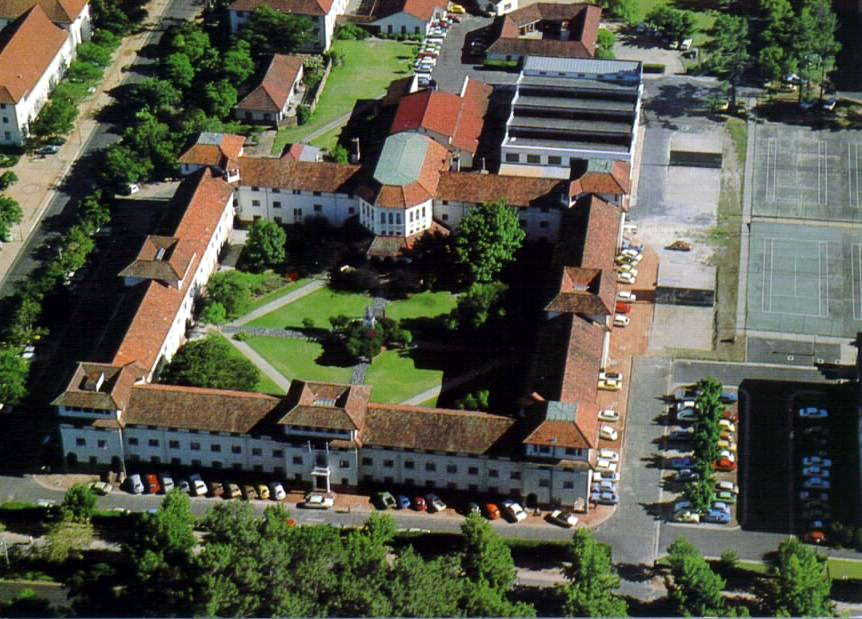
O vedere aeriană a căminului Dagbreek la Universitatea din Stellenbosch

Stellenbosch are 34 de cămine studențești (cunoscut în Africa de Sud sub numele de reședințe studențești) în configurații pe bază de gen (cămine doar pentru femei, cămine doar pentru bărbați, și cămine mixte). Fiecare cămin este supravegheat de un director asistat de Comitetul Casei, un comitet al căminului compus din studenți mai senior. Comitetul Casei ajută studenții cu programe sociale, cu securitate și cu întreținere. Fiecare cămin include o spălătorie și o cameră de zi comun. Căminele doar pentru femei au un salon comunal, în timp ce mai multe cămine doar pentru bărbați includ un pub. 
Numărul de camere disponibile în căminele universitare este limitat, ceea ce necesită unii studenți să găsească cazări private. Studenții din cazări private se pot alătura Organizației de Studenți Private (PSO), cunoscută și sub numele de Private Wards. Există 6 secții PSO, iar un student este repartizat în funcție de locația cazărilor din Stellenbosch. Studenții care fac naveta la universitate sunt repartizați la unul dintre cele două secții mixte de gen. Începând cu 2008, patru noi secții PSO au fost introduse. Cea mai veche camină este cămina bărbaților ''Wilgenhof'', înființată în 1903.
Secțiile PSO sunt grupate în șase clustere cu căminele din apropiere pentru a forma comunități de studenți (un al șaptelea cluster se află în campusul Tygerberg). Pentru fiecare dintre aceste clustere, se construiește o facilități pentru fiecare hub respectiv, dintre care două sunt deja finalizate, și anume AmaMaties și Wimbledon. În acest fel, studenții care nu sunt la cămini se pot bucura de aceleași avantaje ca și studenții la cămini, cum ar fi sprijinul unui mentor, mesele și un loc bine amenajat pentru a merge între ore.

## Conducerea universității
| 1 | 1919-1925 | Cillié      | Gabriël Gideon     | 10 septembrie 1870 | 1 aprilie 1958   |
|   | 1925-1934 | Nici unul   |                    |                    |                  |
| 2 | 1934-1955 | Wilcocks    | Raymond William    | 23 ianuarie 1892   | 16 martie 1967   |
| 3 | 1955-1970 | Thom        | Hendrik Bernardus  | 31 decembrie 1905  | 4 noiembrie 1983 |
| 4 | 1970-1979 | de Villiers | Jan Naude          | 17 august 1923     |                  |
| 5 | 1979-1993 | de Vries    | Michiel Josias     | 5 mai 1933         | 5 iulie 2002     |
| 6 | 1993-2002 | van Wyk     | Andreas Hercules   | 17 septembrie 1941 |                  |
| 7 | 2002-2007 | Brink       | Chris              | 31 ianuarie 1951   |                  |
| 8 | 2007-2014 | Botman      | Hayman Russel      | 18 octombrie 1953  | 28 iunie 2014    |
| 9 | 2014-     | de Villiers | Willem Johan Simon | 26 septembrie 1959 |                  |

| 1  | 1918-1919 | Marais        | Johannes Izak          | 23 august 1848     | 27 august 1919     |
| 2  | 1919-1931 | Vos           | Pieter Jacobus Gerhard | 29 octombrie 1842  | 31 octombrie 1931  |
| 3  | 1931-1932 | de Villiers   | Iacob Abraham Ieremia  | 14 decembrie 1868  | 16 septembrie 1937 |
| 4  | 1932-1939 | Moorrees      | Adriaan                | 18 august 1855     | 17 noiembrie 1938  |
| 5  | 1939-1941 | Kestell       | Ioan Daniel            | 15 decembrie 1854  | 9 februarie 1941   |
| 6  | 1941-1959 | Malan         | Daniel Francois        | 22 mai 1874        | 7 februarie 1959   |
| 7  | 1959-1968 | Donges        | Theophilus Ebenhaezer  | 8 martie 1898      | 10 ianuarie 1968   |
| 8  | 1968-1983 | Vorster       | Balthazar Johannes     | 13 decembrie 1915  | 10 septembrie 1983 |
| 9  | 1983-1983 | Thom          | Hendrik Bernardus      | 31 decembrie 1905  | 4 noiembrie 1983   |
| 10 | 1984-1988 | Botha         | Pieter Willem          | 12 ianuarie 1916   | 31 octombrie 2006  |
| 11 | 1988-1998 | van der Horst | Johannes Gerhardus     | 19 septembrie 1919 | 23 aprilie 2003    |
| 12 | 1998-2008 | Botha         | Elizabeth              | 19 noiembrie 1930  | 16 noiembrie 2007  |
| 13 | 2008-2009 | Slabbert      | Frederik Van Zyl       | 2 martie 1940      | 14 mai 2010        |
| 14 | 2009-2019 | Rupert        | Johann Peter           | 1 iunie 1950       |                    |
| 15 | 2019-     | Cameron       | Edwin                  | 15 februarie 1953  |                    |

## Absolvenți notabili
Categorie: Studenți ai Universității Stellenbosch
- Johannes Christiaan de Wet, savant juridic, profesor, recunoscut drept cel mai influent jurist din Africa de Sud.
- Friedel Sellschop, fizician și pionier în domeniul fizicii nucleare.
- Baron Steyn, judecător renumit britanic (cu titulatura Law Lord, Lord of Appeal in Ordinary).
- John Dugard, profesor de drept internațional la Universitatea din Leiden, fost membru al Comisiei de Drept Internațional și judecător ad-hoc al Curții Internaționale de Justiție.
- Lourens Ackermann, fost judecător al Curții Constituționale din Africa de Sud.
- Edwin Cameron, Rhodes scholar și judecător al Curții Constituționale a Africii de Sud.
- Johan Froneman, avocat și judecător al Curții Constituționale a Africii de Sud.
- Koos Bekker, antreprenor, miliardar, președintele companiei multinaționale Naspers.
- James Leonard Brierley Smith, ictiolog, chimist organic și profesor universitar. El a fost primul care a identificat un pește taxidermied ca un coelacanth, la vremea respectivă, gândit pe cale de dispariție.
- Jacob de Villiers, judecător și Șeful justiției al Africii de Sud între 1929 și 1932.
- Nicolaas Jacobus de Wet, politician, avocat și judecător. Șeful justiției al Africii de Sud și Guvernator general interimar între 1943 și 1945.
- Jan Smuts, fost prim-ministru al Africii de Sud.
- Lulu Latsky, prima femeie care a obținut un doctorat la Universitatea din Stellenbosch (1930); zoolog și scriitor.
- Abraham H. de Vries, scriitor de povestiri afrikaans.
- Uys Krige, dramaturg, poet și traducător.
- Cornelis Jacobus Langenhoven, poet care a compus cuvintele imnului afrikaner ''Die Stem''.
- Christo Wiese, antreprenor, miliardar, președintele companiei multinaționale Shoprite.
- James Barry Munnik Hertzog, fost prim-ministru al Africii de Sud.
- Hendrik Frensch Verwoerd, fost prim-ministru al Africii de Sud.
- Balthazar Johannes Vorster, fost prim-ministru al Africii de Sud.
- Daniel François Malan, fost prim-ministru al Africii de Sud.
- Johannes Gerhardus Strijdom, fost prim-ministru al Africii de Sud.

## Legături externe
- Site-ul oficial al Universității Stellenbosch